# Prosna

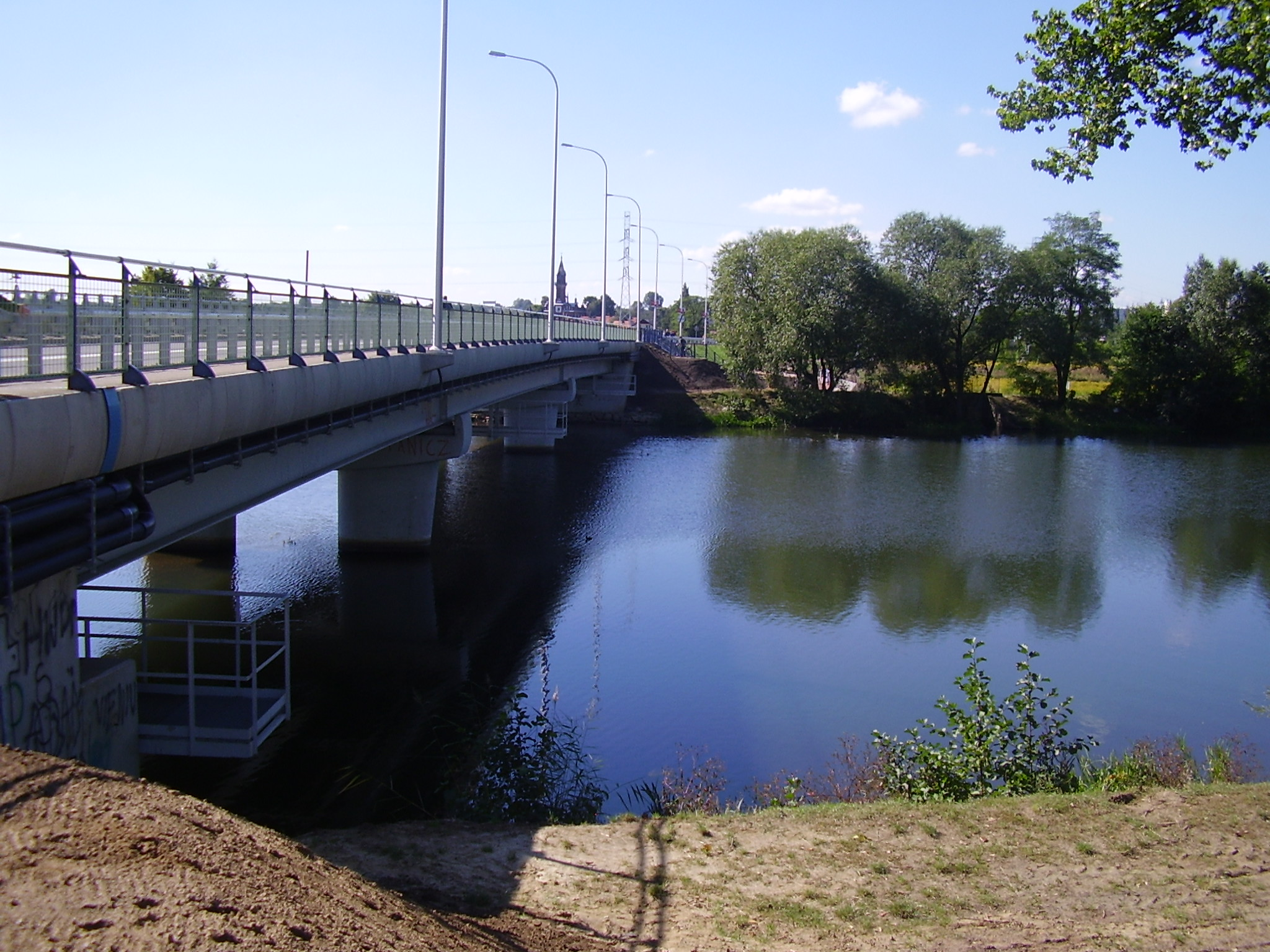
De Prosna nabij Kalisz.

Prosna is een rivier in centraal Polen en een zijtak van de Warta. De rivier heeft een lengte van 217 km en het bassin heeft een oppervlakte van 4925 km2.
Steden langs Prosna:
- Gorzów Śląski
- Praszka
- Wieruszów
- Grabów nad Prosną
- Kalisz

- Gemeinsame Normdatei: 4244408-1